# ازنا مهلمک
ازنا مهلمک روستایی بختیاری‌نشین از توابع بخش مرکزی شهرستان الیگودرز در استان لرستان ایران است.
این روستا تا سال ۱۳۲۵ ارمنی‌نشین نیز بوده‌است (نرگاقت ۱۹۴۶ میلادی به بعد تا حدود ۱۹۷۰م - ارامنه منطقه بورواری) و آثار باقی‌مانده از ارامنه هنوز در بخش‌هایی از روستا وجود دارد. مانند باغ‌های گردو و چشمه‌ها، قنات آب و آرامگاه ارامنه در شمال روستا و نیز در شرق قبرستان مسلمانان، که بخش عمده آن توسط روستائیان به خانه تبدیل شده‌است.
این روستا تا زمان اصلاحات ارضی (۱۳۴۱ ه‍.ش) از املاک خواجه مهدی قلی خان باجول (فرزند امامقلی خان) از خوانین بختیاری (طایفه موگویی) به‌شمار می‌رفته‌است و از این رو به ازنا خواجه شهرت یافته‌است. بعد از خواجه نیز به فرزندش بی‌بی تاج‌الملوک (بی تاجول) همسر فریدون‌خان بختیار فرزند
نصیرخان سردار جنگ، (حاکم شهرهای اصفهان، کرمان و یزد و نماینده دوره چهارم شهرکرد در مجلس شورای ملی و از خان‌های سرشناس ایل بختیاری) به ارث رسید.
کوه تمندر یکی از معروفترین کوه‌های منطقه با ارتفاع ۳۵۲۰ متر در فاصله حدوداً ۵ کیلومتری جنوب روستا قراردارد. مهلمک نیز نام روستایی کوچک در فاصله ۳ کیلومتری جنوب ازنا و در نزدیکی کوه تمندر بوده که ظاهراً تا زمان مهاجرت ارامنه آباد بوده و مالک آن خواجه شکرالله‌خان باجول بوده‌است، لیکن بعد از مهاجرت اهالی و ویرانی خانه‌ها، زمین‌های آن به روستای ازنا اضافه گردید و نام ازنا مهلمک نیز به ازنا خواجه اطلاق گردید. این روستا با روستاهای آباریک و بهرام‌آباد، علی‌آباد، تیران و فرسش و از سمت شرق با روستای خلعت‌پوشان و دره‌حوض همسایه می‌باشد.

## جمعیت
این روستا در دهستان بربرود شرقی قرار دارد و براساس سرشماری مرکز آمار ایران در سال ۱۳۸۵، جمعیت آن ۵۱۷ نفر (۹۷خانوار) بوده‌است.